# دوري كرة القدم الإنجليزي 1962–63
دوري كرة القدم الإنجليزي 1962–63 (بالإنجليزية: 1962–63 Football League First Division)‏ هو موسم من دوري كرة القدم الإنجليزي. أقيم خلال الفترة 18 أغسطس 1962 وحتى 21 مايو 1963، وفاز فيه نادي إيفرتون.